# Charles Pacôme
Charles Bénoni Louis Pacôme né le 5 novembre 1902 à Bergues (Nord) et mort le 1er octobre 1978 à Wasquehal (Nord), est un lutteur français.

## Biographie
Fils de Benoni Pacôme, champion de France puis champion du monde, il tient de son père la passion du sport.
Il représenta la France aux Jeux olympiques de Paris en 1924 et aux Jeux olympiques d'Amsterdam en 1928 où il remporta une médaille d'argent dans la discipline lutte libre, et également aux Jeux olympiques de Los Angeles en 1932 où il remporta dans la même discipline la médaille d'or. Il remporte aussi en 1931 une médaille de bronze aux championnats d'Europe.
Il exerça en même temps la profession d'avoué dans la région du Nord-Pas-de-Calais et sortit du conservatoire de Lille avec un premier prix de violon mais encore un prix de premier violon du conservatoire de Rome.
Décédé 1er octobre 1978 à son domicile du 3 avenue de la Liberté à Wasquehal, il repose au cimetière de l'Est de Lille.
Son parcours lui permit de recevoir les hommages de sa ville natale mais encore de la ville de Lille qui donna son nom à une salle de sport (située boulevard Moselle).

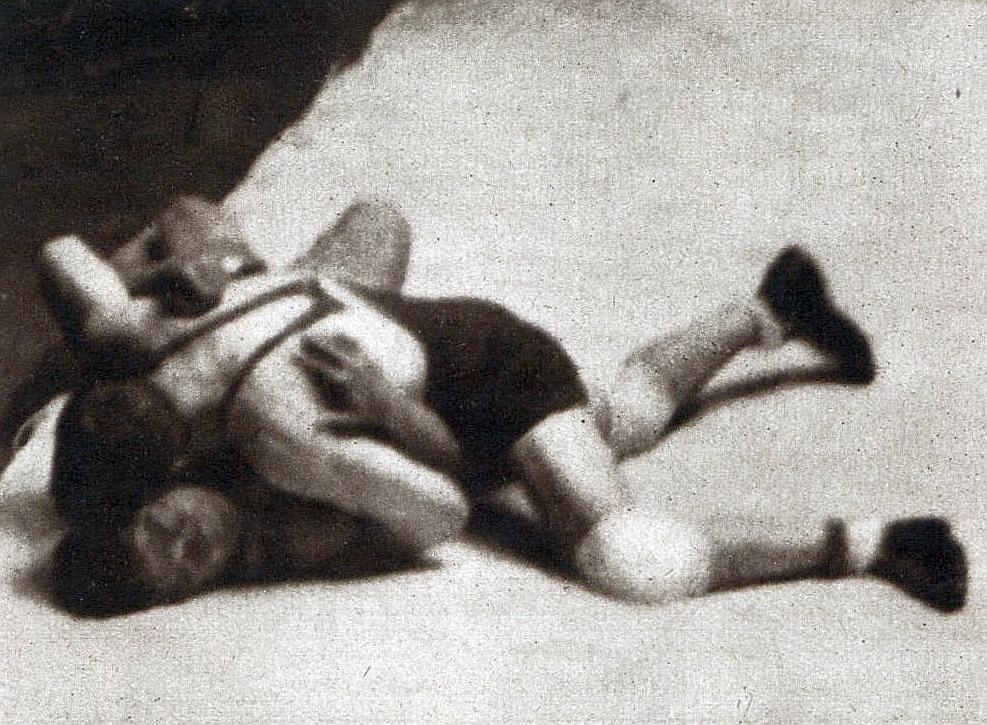
Charles Pacôme, champion olympique de lutte poids légers en 1932, sur le japonais E. Suzuki.